# Dąbrowica (Słupia)
Dąbrowica – część wsi Słupia w Polsce, położona w województwie małopolskim, w powiecie limanowskim, w gminie Jodłownik.
W latach 1975–1998 Dąbrowica położona była w województwie nowosądeckim.